# Pierre Jacques Duplain
Pour les articles homonymes, voir Duplain.
Pierre Jacques Duplain dit Duplain-Lanet, fils du libraire Jacques Duplain, né à Lyon en 1742 et mort à Paris en 1818, est issu d'une célèbre dynastie de libraires lyonnais. Il dirigea l'antenne parisienne de la librairie familiale à Paris sous Louis XV, devint administrateur de la Commune et fut appelé à jouer un rôle important dans l'histoire de la Révolution française et de la Terreur.

## La librairie Duplain
Située Grande rue Mercière, no 5, à Lyon, la librairie familiale Duplain, créée en 1660, était connue pour avoir publié un grand nombre d'ouvrages historiques, politiques et philosophiques, des récits de voyage également, mais surtout pour avoir rendu accessible l'Encyclopédie. Sa marque typographique représentait un aigle aux ailes déployées. Dans son ouvrage sur le "business" des Lumières, l'historien américain Robert Darnton, a montré que, depuis les années 1770, Pierre Jacques Duplain était en relation, pour ses affaires d'édition et de commerce avec aussi bien Jean Paul Marat que Jacques Mallet du Pan qui représentent et identifient les pôles extrêmes des idéologies dites "révolutionnaire" et "contre-révolutionnaire". Pierre Jacques Duplain, dont l'imprimerie se trouvait à l'hôtel des archevêques de Tours, ouvrant sur la Cour du Commerce, qui donnait elle-même sur la rue de l'Ancienne comédie française, dans l'actuel quartier de l'Odéon, fut le correspondant de la Société typographique de Neuchâtel, l'éditeur des dernières œuvres de Jean-Jacques Rousseau, mais il fut surtout très impliqué dans l'imprimerie et le commerce des livres clandestins.

## Électeur à la section du Théâtre-français
Au début de la Révolution, il était devenu le voisin de Marat qu'il avait connu au moins avant 1777 et qui l'avait alors recommandé à Osterwald. Marat qui avait commencé son activité journalistique qui tendait à déprécier les travaux de la constituante, qui s'était signalé par la violence de ses attaques contre Bailly, La Fayette et les ministres de Louis XVI, était inquiété par le Comité des recherches de la Constituante qui le surveillait. C'est ainsi que, le 22 janvier 1790, Duplain protestait publiquement contre l'arrestation projetée de Marat accusé de diffamation. Marat trouva toujours amitié et protection chez Duplain avec qui il devait parler librement.
Dans le même quartier vivaient, au début de la Révolution, Georges Jacques Danton, Jules François Paré - électeur de la section du Théâtre français et clerc de Danton -, et Camille Desmoulins avec lesquels il avait été mis en relation par son prote, le futur maréchal d'Empire Brune. Ils connaissaient tous sa réputation de « grand libraire » dont la réputation n'était plus à faire et le sollicitèrent pour publier leurs propres productions, ainsi certains numéros du journal de Desmoulins. Le mot « libraire » avait, à cette époque le sens d'éditeur, activité complétée par celle d'imprimeur dans le cas de Duplain. Chez lui on pouvait encore croiser chez lui le libraire Charles-Joseph Panckoucke - père de Mme Lejay, future comtesse Le Doulcet de Pontécoulant. Duplain était un homme ambigu. Il était à la fois proche de certains hommes qui passaient comme Danton pour être des meneurs Jacobins, mais d'un autre côté, il était en relation avec les membres du club activement contre-révolutionnaire de la Sainte Chapelle dont il imprimait les publications, notamment la liste de ses membres. En 1792, pour donner le change, il cultiva sa réputation de libraire patriote et il fit hommage aux Jacobins débarrassés de leurs membres tièdes - les Feuillants- d'un ouvrage intitulé La chasteté du Clergé dévoilée.
Contrairement à ce que certains pouvaient croire, Pierre Jacques Duplain était riche et secrètement réactionnaire: il est le prototype du muscadin revêtu du masque révolutionnaire, comme l'étaient ses amis le journaliste Louis Thomas Elisabeth Richer de Sérisy, Guillaume Brune ou encore Stanislas Fréron qui venaient dans son salon. Son cousin germain, Joseph Benoît Duplain, dit Duplain de Sainte-Albine auquel il était étroitement associé et qui vivait dans la même maison que lui - le vaste hôtel des archevêques de tours- depuis au moins 1789, l'avait aidé à développer le commerce de librairie de leur grand-père, mais il était aussi un homme d'affaires qui avait investi des fonds importants dans différents projets industriels, notamment l'industrie cotonnière lyonnaise. Leur banquier et ami à tous les deux, Claude Baroud, lui aussi lyonnais, ancien notaire devenu banquier d'affaires, avait créé, pour ses activités financières internationales, une antenne importante à Paris. Baroud fut le financier des Duplain, surtout lorsqu'ils voulurent développer, cour du commerce, un service de messagerie unique en son genre qui, relié à plusieurs grandes villes, eut un certain succès. Les Duplain, et notamment Duplain de Sainte-Albine publiait un journal, le Courrier extraordinaire, qu'il diffusa facilement grâce à ce service. les Duplain voyaient donc beaucoup Baroud ainsi que sa sœur Françoise, comtesse de Charpin de Gennetines, alors la maîtresse ou compagne du fameux agent d'influence Nathaniel Parker-Forth, qu'elle avait rencontré à Paris dans l'entourage du duc d'Orléans. Pierre Jacques Duplain, qui entretenait de si bonnes relations avec Marat et assurait Danton de son estime, était donc partie prenante dans les complots contre révolutionnaires de son cousin. Celui-ci était en effet très engagé dans la propagande royaliste et c'est la raison pour laquelle il fut inquiété au 10 août, au même titre que Ange Pitou, l'abbé de Bouyon, Cazotte, Suleau, Farmain du Rosoi et les amis du roi.

## Les Duplain, Baroud et Parker-Forth
Lorsque le gouvernement Pitt, entre autres par l'intermédiaire de Nathaniel Parker-Forth développa ses projets souterrains destinés à, soi-disant, enrayer l'épidémie démocratique, il recruta quelques hommes de finances et aussi des industriels qui, tel Claude Baroud, ne se satisfaisaient ni d'un retour à l'Ancien régime, ni des Bourbons, ni d'une république censitaire et démocratique que Robespierre prétendait incarner. C'est ainsi que l'on peut envisager la participation de Claude Baroud puis des Duplain à la mise en place imprudente d'une politique d'exagération permettant, après le 10 août 1792, de préparer l'isolement de la France sur l'échiquier international et, à terme, de renverser sinon d'épurer drastiquement la Convention. Plusieurs de leurs amis et quelques membres de leur famille - tel le beau-frère de Duplain de Sainte-Albine -, rejoignirent ainsi les réseaux d'influence et d'espionnage anglais, notamment le réseau Wickham qui, à la fin de 1794, chercha à nouveau à provoquer un soulèvement des Lyonnais contre la Convention. La politique d'exagération destinée à accompagner puis à déborder par la surenchère les mouvements populaires pour les contrôler et les diriger afin de rendre la république "hideuse", s'était mise en place avant le 10 août et plusieurs individus comme Nathaniel Parker-Forth et le banquier Jean-Frédéric Perrégaux, agissant en concertation et en secret avec le cabinet de Saint-James, créèrent les conditions de la violence et de l'exagération révolutionnaires que beaucoup de patriotes, obsédés par le « tyran des Tuileries », ne virent pas venir. C'est dans ces conditions que l'on peut envisager la présence de Pierre Jacques Duplain, appelé par Étienne-Jean Panis et Antoine Joseph Santerre, dans le groupe des quatre administrateurs du comité de surveillance issu de la commune du 10 août qui supervisèrent les massacres, en réponse au manifeste de Brunswick dont l'origine était rien moins que claire.

## Duplain et Mallet du Pan
Dès 1791, le journaliste suisse Jacques Mallet du Pan s'était fait accréditer par Louis XVI comme conseiller politique. Or il avait toujours, avec son ami le libraire Panckoucke, des contacts réguliers avec Pierre Jacques Duplain. C'est Jacques Mallet du Pan qui, parti en avril, au prétexte de remplir une mission à lui confiée par Louis XVI, mit au point à Genève le fameux manifeste qui fut attribué au duc de Brunswick qui y était entièrement étranger. Or ce manifeste en forme de provocation fut, on le sait, le prétexte invoqué par les membres du comité de surveillance de la Commune pour justifier les massacres de septembre.

## Administrateur de la Commune, auteur des massacres de septembre 1792
Le 12 août 1792, Duplain fut invité par Étienne-Jean Panis principal membre de l'administration de police de la Commune du 10 août, à entrer comme administrateur au Comité de surveillance de la Commune avec Didier Jourdeuil. Dans les jours qui suivirent ils mirent au point, avec leur ami le muscadin Louis Stanislas Fréron, le projet de massacre des prisonniers de Paris, parmi lesquels beaucoup de défenseurs des Tuileries et des personnalités attachées à Louis XVI et Marie-Antoinette. Comme Panis, Michel Chemin-Deforgues, Cally et quelques autres, Duplain se défendit plus tard d'avoir été l'un des signataires de la circulaire du 3 septembre, qui enjoignait aux provinces d'imiter l'exemple de la brave commune de Paris. Mais aucun des cosignataires n'a confirmé ses dires et, de la Convention thermidorienne au Directoire, et jusque sous l'Empire, il passait toujours, aux yeux de tous et notamment des citoyens de la section du Théâtre Français, pour un des principaux responsables des grandes tueries de septembre. 
Une gravure illustrant la brochure intitulée Le fléau des tyrans le représente avec ses collègues à la veille des massacres.
Il fut appuyé en septembre par Jean-Paul Marat pour se faire élire député ou même député suppléant à la Convention, histoire de retrouver une respectabilité perdue, mais, contrairement à Panis, Sergent et Marat qui avaient pour eux une relative popularité dans leur section, il ne fut pas élu. Il fut au contraire sévèrement mis en cause dans une Adresse qui fut lue le 7 octobre 1792 à la Convention nationale et dans laquelle les accusations très graves qui pesaient contre lui et ses collègues du Comité de surveillance étaient relancées.
Il continua ses fonctions d'imprimeur de la municipalité sous Jean-Nicolas Pache, et, avec Panis et Marat, appartint au groupe des exagérés dont le but avoué ou inavoué était d'accentuer, en soutenant les campagnes de presse de Marat et de Hébert, le trouble et la division au sein de la Convention nationale dont la composition leur déplaisait.

## Juré au Tribunal révolutionnaire, puis chassé des Jacobins
Duplain fut nommé, le 13 mars 1793, membre suppléant et juré au Tribunal révolutionnaire mis en place par la loi du 10 mars 1793. Il intervint en faveur de son ami Jean-Paul Marat, puis en faveur du général Francisco de Miranda, et enfin du général Adam Philippe de Custine qu'il tenta désespérément de faire acquitter malgré les lourdes charges qui pesaient contre lui. On reprocha alors à Duplain son attitude compréhensive vis-à-vis de Adam Philippe de Custine et il fut inquiété à son tour, d'autant que son nom venait d'être cité, en juillet, dans lettre anglaise (série de recommandations du gouvernement britannique à ses agents en France) publiée sur ordre de la Convention. L'accusation qui le frappait, lui et non son cousin Saine-Albine avec lequel il a parfois été confondu - visait bien le "Duplain juré au tribunal révolutionnaire". Cette dénonciation fut combattue par ses amis Exagérés. Mais les Jacobins le chassèrent de leur club le 2 septembre 1793 ce qui en dit long sur l'efficacité de sa défense qui ne fut pas retenue comme convaincante. La décision prise au club des Jacobins tend à confirmer ce que Barras, particulièrement bien informé, a dit: Pierre Jacques Duplain et Aimé Prosper du Bail des Fontaines (qui participa lui aussi à l'affaire du massacre de septembre, étaient l'un et l'autre des agents de l'Angleterre. 
On peut donc identifier, contrairement à ce que certains ont cru le « Duplain » cité dans lettre anglaise comme étant l'un des deux cousins Duplain.
Comme c'était prévisible, la répression du soulèvement de Lyon, dirigée en septembre par Collot d'Herbois puis Fouché, fut atroce et inaugura les grandes saignées de la Terreur. Dans la presse internationale, dans les chancelleries, la France fut mise à l'index des pays civilisés et personne pas même les neutres (Suède ou Turquie) n'ose entreprendre de reconnaître la république de Marat.
Pierre Jacques Duplain fut arrêté lors de l'instruction du procès des Exagérés, et à la demande de Robespierre - c'est ce qu'il a dit lui-même -, principal représentant des Jacobins au Comité de salut public, il entra en prison le 23 ventôse an II. Ses papiers furent saisis et, parmi eux, on trouva des pièces assez compromettantes, entre autres un article d'un journal publié par les émigrés où il était question de l'infiltration du comité de la Guerre. Il bénéficia de la part de Barère et du Comité de sûreté générale, de la même indulgence que Jean Nicolas Pache, son ami, qu'Antoine Joseph Santerre et autres anciens chefs de l'exagération révolutionnaire, ce qui lui permit de passer le cap de Thermidor.
Arrêté en frimaire, détenu au Luxembourg, le cousin journaliste Benoît Duplain de Sainte-Albine fut exécuté dans une conspiration aveugle de la prison du Luxembourg, en messidor an II, ce qui coupa court à des révélations qu'il eut été en mesure de faire.

## Après la Terreur
Libéré après le 9 thermidor Jacques Pierre Duplain fut à nouveau arrêté avec Pache, ses amis septembriseurs et la queue hébertiste- tel Jourdeuil - le 14 fructidor an III.
La section du Théâtre français s'opposa fortement à la libération de Pierre Jacques Duplain qui bénéficiait d'appuis et de complicités en haut lieu. Il rédigea une lettre où il se disait innocent des massacres qu'on lui attribuait ; elle fut utilisée par ses amis du Comité de sûreté générale qui le firent sortir de prison contre la volonté populaire. 
Il devint le tuteur des enfants de son cousin. L'opprobre s'attacha néanmoins à ses pas. Plus heureux que Didier Jourdeuil, qui fut déporté en 1800, Duplain fut néanmoins placé sous une surveillance incessant sous le Consulat et l'Empire . d'après les rapports de police, il appartenait, avec les sieurs Marnet - ancien protégé du directeur Moulins-, Moussard, Étienne-Jean Panis aux Exclusifs ou « purs » qui étaient en réalité des démagogues non repentis et des nostalgiques de la Terreur (Révolution) qu'ils présentaient comme un mode d'expression politique.. 